# 길례르미 파라엔시
길례르미 파라엔시(포르투갈어: Guilherme Paraense, 1884년 6월 25일~1968년 4월 18일)는 브라질의 사격 선수로 조국의 첫 올림픽 금메달리스트였다.
벨렘에서 태어난 파라엔세는 브라질 팀이 처음으로 올림픽에 데뷔한 1920년 안트베르펜 올림픽에 참가하여 30m 군사 권총의 개인전에서 금메달을 획득하였다. 또한 50m 권총의 단체전에 팀의 일원으로서 동메달을 따기도 하였다.
그는 또한 30m 군사 권총의 단체전에도 나가 4위를 하였고, 50m 권총의 개인전에도 나갔으나 그의 정확한 순위는 알려지지 않았다.
83세의 나이로 리우데자네이루에서 사망하였다.